# Sankt Georgen bei Salzburg
Sankt Georgen bei Salzburg ist eine Gemeinde im österreichischen Bundesland Salzburg im Nordwesten des Bezirks Salzburg-Umgebung mit 3227 Einwohnern (Stand 1. Jänner 2025).

## Geografie
Die Gemeinde liegt im Salzburger Alpenvorland am rechten Ufer der Salzach an der Grenze zu Oberösterreich und zu Deutschland. Sie ist durchwegs ländlich strukturiert und besteht aus etlichen kleineren Ansiedlungen. Die Gemeindefläche wird großteils landwirtschaftlich genutzt; an den Grenzgebieten zu anderen Gemeinden gibt es einige Waldgebiete. Sankt Georgen ist Teil des Gerichtsbezirks Seekirchen am Wallersee.
Im Südwesten der Gemeinde bildet die Salzach die Gemeinde- und zugleich Staatsgrenze zu Deutschland; fast die gesamte westliche Grenzseite zu Oberösterreich folgt dem Lauf der Moosach. Neben diesen randgelegenen Fließgewässern gibt es in der Gemeinde noch einige kleinere Bäche.
Im äußersten Nordosten hat Sankt Georgen bei Salzburg Anteil am Weidmoos, einem heute als Natur- und Vogelschutzgebiet ausgewiesenem Gelände, das sich zwischen dem oberösterreichischen Ibmer Moor und dem salzburgischen Bürmooser Moor befindet.

### Gemeindegliederung
Die Gemeinde besteht aus folgenden drei Katastralgemeinden mit den dazugehörigen Ortschaften (von Nord nach Süd; in Klammern die Einwohner mit Stand 1. Jänner 2025):
- Holzhausen
  - Krögn (44)
  - Helmberg (33)
  - Holzhausen (307)
  - Seetal (58)
  - Roding (88)
  - Königsberg (41)
  - Bruckenholz (24)
  - nördlicher, unbesiedelter Teil von Moospirach
- St. Georgen
  - Moospirach (35)
  - Au (61)
  - Ölling (35)
  - Sankt Georgen bei Salzburg (311)
  - Irlach (248)
  - Eching (1486) samt Lettensau
  - nördlicher, kaum besiedelter Teil von Vollern
- Jauchsdorf
  - Vollern (285) samt Wimpassing und Zeltsberg
  - Jauchsdorf (116)
  - Aglassing (55)

### Nachbargemeinden
| St. Pantaleon (Oberösterreich) | St. Pantaleon (Oberösterreich)              | Lamprechtshausen |
| St. Pantaleon (Oberösterreich) | Kompassrose, die auf Nachbargemeinden zeigt | Bürmoos          |
| Laufen (Bayern)                | Oberndorf bei Salzburg                      | Lamprechtshausen |

## Geschichte

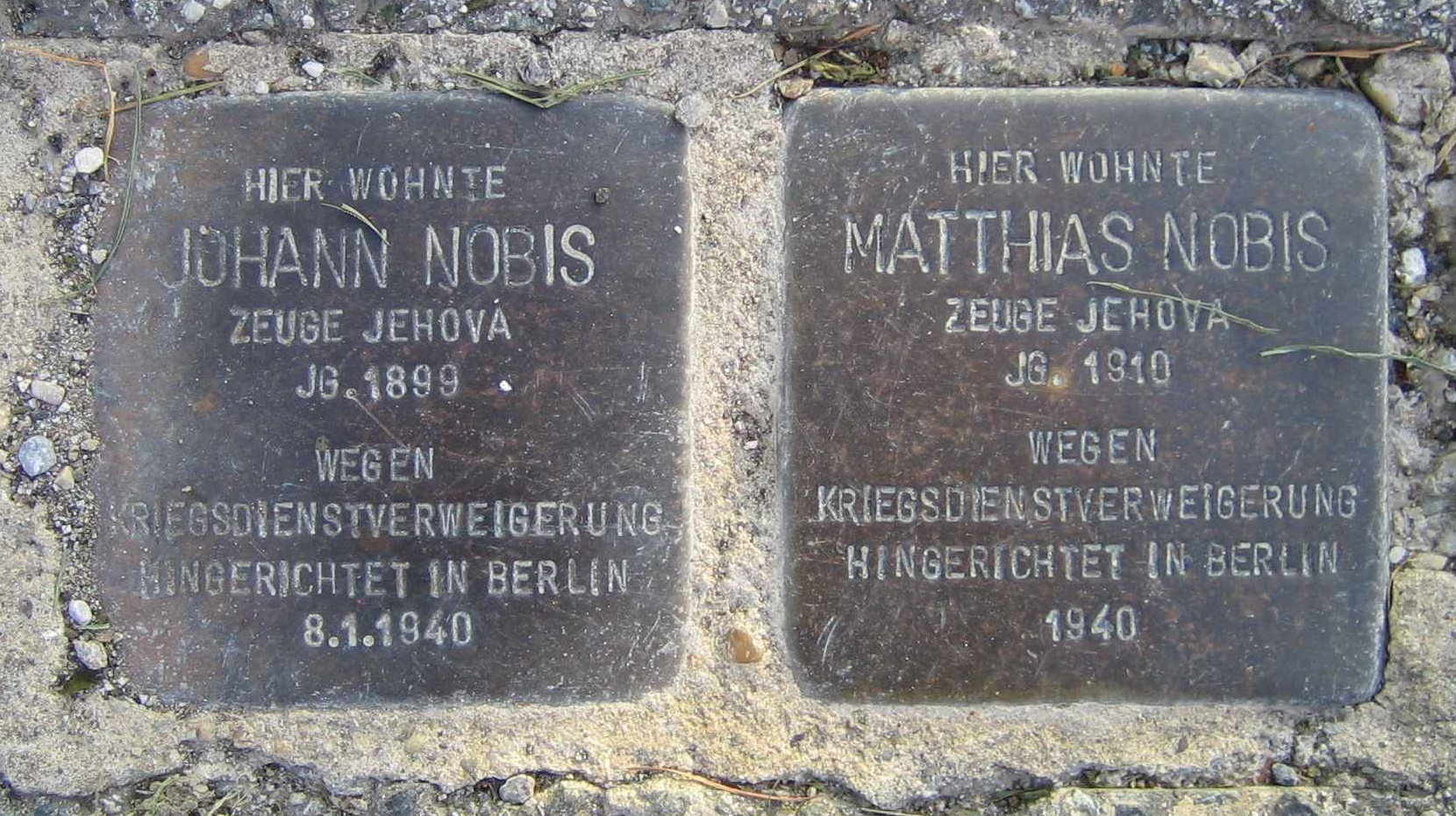
Stolpersteine in Holzhausen

Im Gemeindegebiet wurden bronzezeitliche Siedlungsreste, ein ausgedehnter Urnenfriedhof aus der Zeit um 800 v. Chr. sowie ein frühbayerisches Gräberfeld aus dem 6. bis 7. Jh. v. Chr. entdeckt.
Die Pfarrkirche St. Georgen bei Salzburg ad georgii ecclesiam wurde im Indiculus Arnonis im Jahr 789 erstmals erwähnt. St. Georgen war als Dekanat bis 1803 mit der Niederen Gerichtsbarkeit ausgestattet.
Am 19. Juli 1997 verlegte der deutsche Künstler Gunter Demnig in Holzhausen/St. Georgen zwei Stolpersteine zum Gedenken an die 1940 von den Nationalsozialisten hingerichteten Zeugen Jehovas Johann Nobis und seinen Bruder Matthias Nobis. Es handelte sich dabei um die ersten zwei behördlich genehmigten Stolpersteine, nachdem Demnig sein Langzeit-Gedenkprojekt bereits 1995 begonnen und dabei mehrere „ungenehmigte Verlegungen“ von Stolpersteinen vorgenommen hatte. Die Verlegung in St. Georgen ging auf eine Initiative des aus dem Ort stammenden Gründers des Gedenkdienstes Andreas Maislinger zurück und hatte die Zustimmung und Unterstützung des damaligen Bürgermeisters Friedrich Amerhauser gefunden.
2009 erklärte der Sankt Georgener Bürgermeister gemeinsam mit dem Bürgermeister der Nachbargemeinde St. Pantaleon eine Brücke zur Brücke der Erinnerung. Die in unmittelbarer Nähe zum ehemaligen nationalsozialistischen Arbeitserziehungs- und Zigeuneranhaltelager St. Pantaleon-Weyer über die Moosach führende Brücke erinnert im Zusammenhang mit der Erinnerungsstätte Lager Weyer/Innviertel.

## Kultur und Sehenswürdigkeiten

Pfarrkirche St. Georgen bei Salzburg

ER trägt sein Kreuz – tragt ihr IHN auch? der Bildhauerin Stefanie von Quast

- Pfarrkirche St. Georgen bei Salzburg
- Die Gemeinde und der Museums- und Kulturförderungsverein betreiben im Sigl-Haus ein ortsverbundenes Heimatmuseum.[4] Unweit davon befindet sich das von der Gemeinde und dem kirchlichen Dekanat geführte, ebenfalls mit Schauräumen ausgestattete Georg-Rendl-Haus.[5] Beide Gebäude erinnern an den Schriftsteller Georg Rendl und an beiden Orten werden kulturelle Veranstaltungen abgehalten.

- Im Frühsommer 2004 wurde zum zweiten Mal in Obereching ein künstlerisches Holz-Symposion durchgeführt. Im Sommer 2013 wurde in Sankt Georgen das Holzsymposium Lignum 2013 durchgeführt. Einzelne Skulpturen sind auf dem Weg zur Pfarrkirche aufgestellt.
- Theater Holzhausen[6]
- Sankt Georgen ist seit Oktober 2011 Teil der landesübergreifenden Tourismusregion Seelentium, die auf sanften und nachhaltigen Tourismus setzt. Beworben wird unter anderem das Naturschutzgebiet Weidmoos.

## Wirtschaft und Infrastruktur

### Wirtschaftssektoren
Von den 95 landwirtschaftlichen Betrieben des Jahres 2010 wurden 58 im Haupterwerb geführt. Diese bewirtschafteten über achtzig Prozent der Flächen. Drei Viertel der Erwerbstätigen im Produktionssektor arbeiteten im Bereich Herstellung von Waren. Im Dienstleistungssektor beschäftigte der Bereich soziale und öffentliche Dienste ein Drittel der Arbeitnehmer, etwa ein Viertel arbeitete im Handel.
| Wirtschaftssektor            | Anzahl Betriebe | Anzahl Betriebe | Erwerbstätige | Erwerbstätige |
| Wirtschaftssektor            | 2011            | 2001            | 2011          | 2001          |
| ---------------------------- | --------------- | --------------- | ------------- | ------------- |
| Land- und Forstwirtschaft 1) | 95              | 118             | 113           | 123           |
| Produktion                   | 25              | 23              | 340           | 359           |
| Dienstleistung               | 115             | 66              | 256           | 150           |

1) Betriebe mit Fläche in den Jahren 2010 und 1999

### Berufspendler
In der Gemeinde wohnten 1555 Erwerbstätige. Davon arbeitete rund ein Viertel in der Gemeinde, drei Viertel pendelten aus. Dafür kamen 343 Menschen aus der Umgebung, um in Sankt Georgen zu arbeiten.

### Verkehr

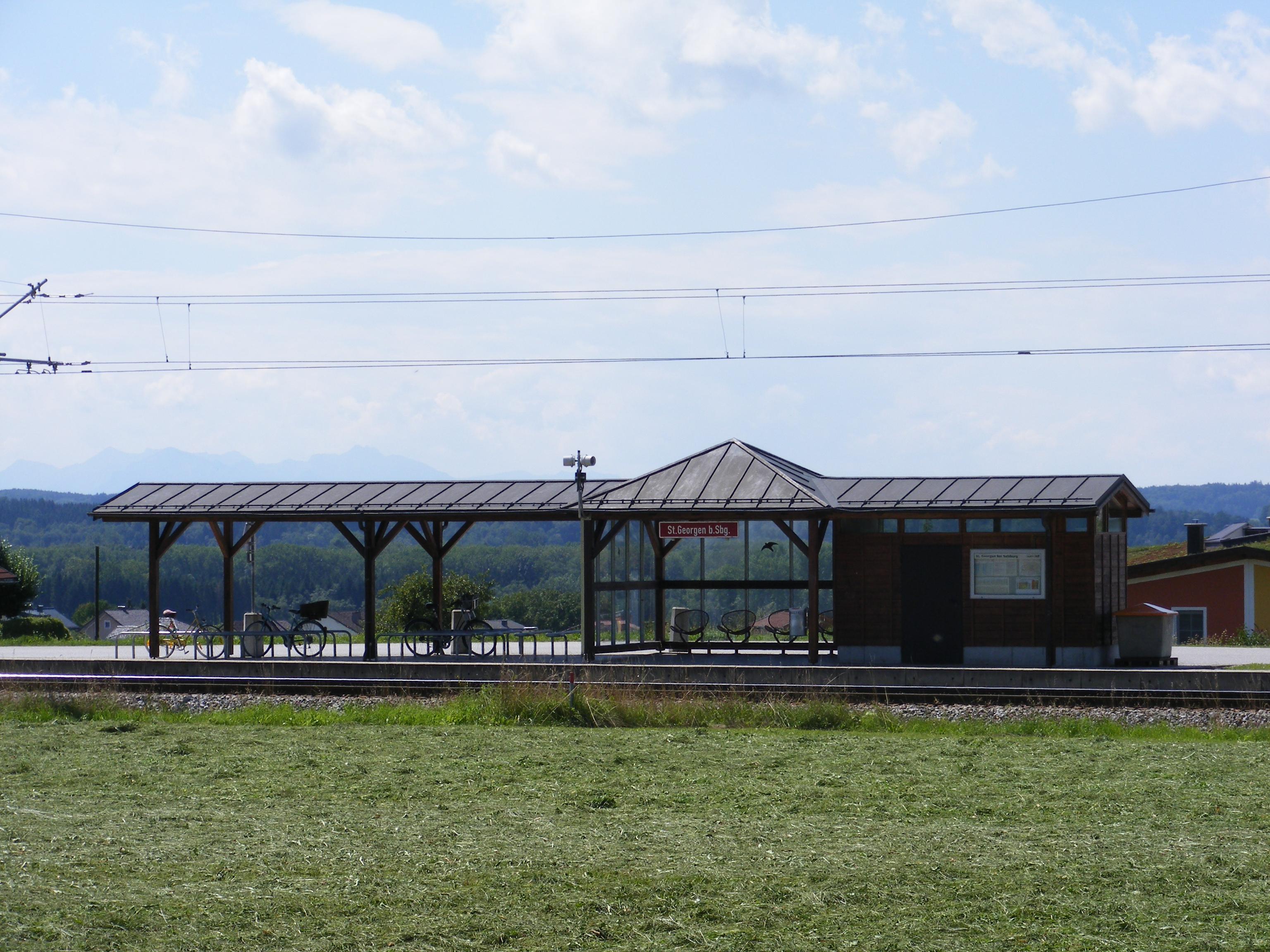
Bahn-Haltestelle St. Georgen

- Straße: Sankt Georgen liegt an der Sankt Georgener Landesstraße L 205 von Oberndorf bei Salzburg nach Sankt Georgen.
- Bahn: Salzburger Lokalbahn: Innerhalb des Gemeindegebietes liegen die Haltestellen Eching und Sankt Georgen bei Salzburg.

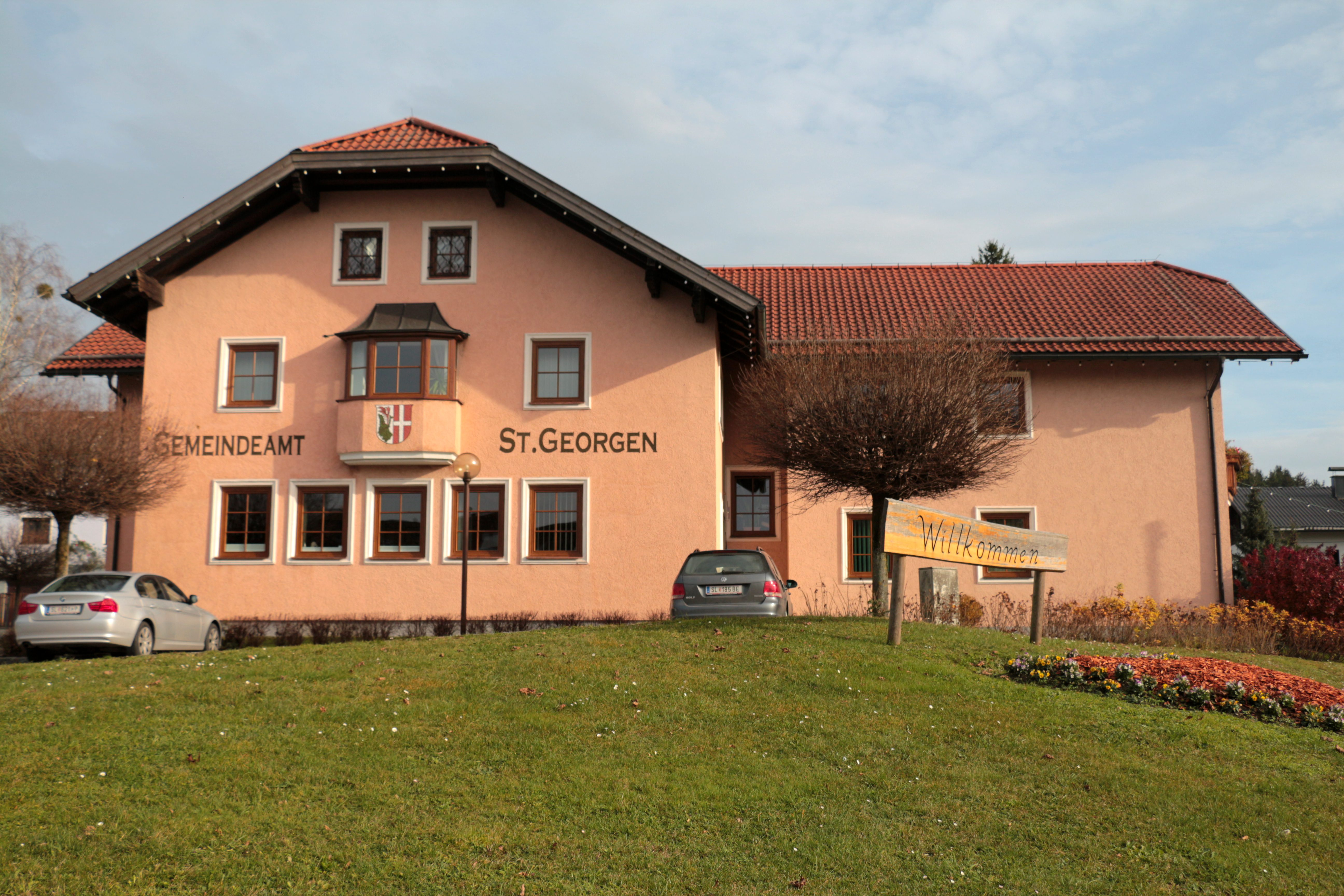
Gemeindeamt in Obereching

## Politik

### Gemeinderat
| Gemeinderatswahl 2024Wahlbeteiligung: 73,4 % 6050403020100 49,6 % (−6,3 %p)34,2 % (−1,4 %p)16,2 % (+7,7 %p) ÖVPSPÖFPÖ20192024 |

Die Gemeindevertretung hat insgesamt 19 Mitglieder.
- Mit den Gemeindevertretungs- und Bürgermeisterwahlen in Salzburg 2004 hatte die Gemeindevertretung folgende Verteilung: 12 ÖVP, 5 SPÖ, und 2 Unabhängige Wählergemeinschaft St. Georgen.
- Mit den Gemeindevertretungs- und Bürgermeisterwahlen in Salzburg 2009 hatte die Gemeindevertretung folgende Verteilung: 11 ÖVP, 5 SPÖ, und 3 FPÖ.[11]
- Mit den Gemeindevertretungs- und Bürgermeisterwahlen in Salzburg 2014 hatte die Gemeindevertretung folgende Verteilung: 11 ÖVP, 6 SPÖ, und 2 FPÖ.[12]
- Mit den Gemeindevertretungs- und Bürgermeisterwahlen in Salzburg 2019 hatte die Gemeindevertretung folgende Verteilung: 11 ÖVP, 7 SPÖ, und 1 FPÖ.[13]
- Mit den Gemeindevertretungs- und Bürgermeisterwahlen in Salzburg 2024 hat die Gemeindevertretung folgende Verteilung: 10 ÖVP, 6 SPÖ und 3 FPÖ.[14]

### Bürgermeister
- 1980–1994 Franz Gangl senior[15]
- 1994–2014 Friedrich Amerhauser (ÖVP)[16]
- seit 2014 Franz Gangl junior (ÖVP)[17]

### Wappen
Blasonierung: „In gespaltenem Schild rechts in Silber pfahlweise ein rotgehörnter feuerspeiender grüner Drachenkopf, links in Rot ein silbernes Kreuz.“

## Persönlichkeiten

### Ehrenbürger der Gemeinde
- 2014: Friedrich Amerhauser (* 1949), Bürgermeister von St. Georgen bei Salzburg 1994–2014[18]

### Söhne und Töchter der Gemeinde
- Fritz Stadler (* 17. Juli 1892 in Obereching; † 12. September 1965 in Bludenz), Politiker und Bahnbeamter
- Hans Schmidinger (* 12. Mai 1926 in Sankt Georgen; † 25. März 2010), Landtagspräsident
- Friedrich Lepperdinger (* 1. Juli 1927 in St. Georgen ; † 11. August 2022 in Oberndorf bei Salzburg), Historiker
- Andreas Maislinger (* 26. Februar 1955 in Sankt Georgen), Politikwissenschaftler, Gedenkdienst-Gründer
- Daniel Niederreiter (* 21. Dezember 1978 in Holzhausen); Triathlon-Weltmeisters 2011 Las Vegas
- Andreas Giglmayr (* 7. Februar 1984 in Eching); Triathlet, Olympiastarter London 2012

### Personen mit Bezug zur Gemeinde
- Georg Rendl (1903–1972), Schriftsteller, lebte ab 1938 bis zu seinem Tod in Sankt Georgen
- Franz Scharl (* 1958), Weihbischof von Wien, wuchs in Obereching auf
- Karlheinz Schönswetter (1941–2006), Künstler, lebte seit Anfang der 1980er Jahre bis zu seinem Tod in Sankt Georgen
- Karl Zillner (1926–1983), Bürgermeister 1964–1967